# Белёвский Спасо-Преображенский монастырь
Белёвский Спасо-Преображенский Крестовоздвиженский монастырь — мужской монастырь Белёвской епархии Русской православной церкви, расположенный в городе Белёве Тульской области. К монастырю также приписана женская община расположенного рядом Крестовоздвиженского Белёвского монастыря.

## История

### Основание монастыря
По преданию, на месте монастыря стоял храм, где ожидал покровительства князя московского Василия казанский хан Улу-Мухаммед, изгнанный на тот момент из своих владений. Предполагается, что монастырь основан в 1525 году. Источники расходятся в имени основателя монастыря, одни приписывают это одному из князей Солнцевых-Засекиных (имеется в виду, скорее всего, Михаил Иванович, который был в те времена в Белёве стольником и воеводой), другие — белёвскому князю Ивану Васильевичу:
Поставить во обязанность игумену монастыря помнить вседневно Белевских князей, а во день их смерти служить соборне и раздавать милостыню.Иван Грозный
Попытки установить точную дату основания монастыря, проводимые в конце XVIII века, результатов не дали:
...самаго же начала, с котораго года имянно издревле тот монастырь заведен, точнаго сведения не отысканоигумен Амвросий (1781 год)

### XVI—XIX века
Первое письменное упоминание датируется 1557 и связывается с посещением монастыря и Белёвской крепости Иваном Грозным при объезде южных рубежей Руси. Источник этих данных остается неизвестным, однако, запись во вкладной книге монастыря подтверждает существование обители к этому году. Первое подтверждённое посещение монастыря Иваном Грозным состоялось только в 1565 году.

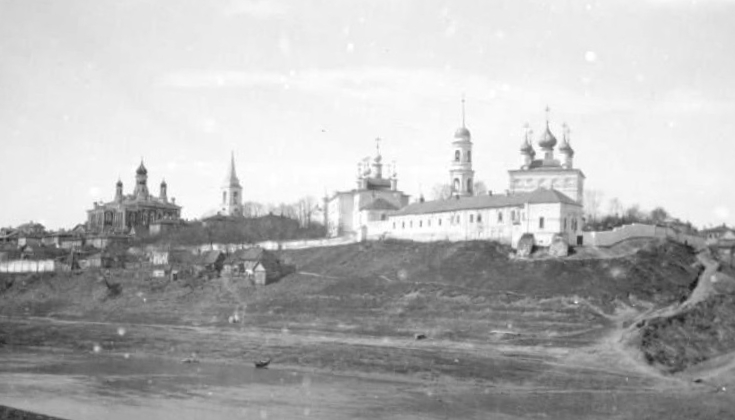
Спасо-Преображенский монастырь в начале XX века

В XVI и начале XVII века монастырь страдает от набегов крымских татар, а в 1611 — [1620 годах от литовцев и поляков. В 1614 году (согласно описи) монастырь имеет уже 6 храмов: Спасо-Преображенский собор, теплая церковь святого Иоанна Предтечи, холодная церковь святого Московского Петра, великомученика Димитрия Солунского (в документах числится как сгоревшая) и надвратная Никольская церковь. В этом же году Никольскую церковь закрывают. С 1611 по 1614 годы в монастырской слободе возводится Алексеевская надвратная церковь. В 1615 году монастырь сожжен во время набега отряда Лисовского на Белёв, потом восстановлен. В 1618 году обитель сильно пострадала от нападения польского воеводы Чаплинского.
К середине XVII века в монастыре остается только 3 храма: Спасо-Преображенский собор, Предтеченский храм и храм митрополита Алексия Московского. С 1643 года ведутся работы по перестройке монастыря: Предтеченский храм перестраивается, а храмы святого Московского Петра, великомученика Димитрия Солунского восстанавливаются с нуля. После пожара 1681 года на собранные пожертвования строится каменный Преображенский собор, надворная церковь святого Алексия Московского (1693—1697), Введенская церковь (1698—1700), храм Дмитрия Солунского переносится за ограду монастыря (храм сгорел в 1719 году), а на его месте возводится церковь во имя святого Иоанна Предтечи (1706—1712). В 1820 году строится колокольня, к Преображенскому собору делается пристройка в которой размещается монастырская библиотека. В 1864 году Введенская церковь перестраивается, она становится двухъярусной, с двумя пределами в нижнем ярусе (правым иконы Богоматери «Всех скорбящих Радость» и левым во имя святителей Василия Великого, Григория Богослова и Иоанна Златоуста) и тремя в верхнем (главный — в честь Казанской иконы Богоматери, правым преподобного Пафнутия Боровского и левым великомученика Димитрия Солунского). Кроме вышеперечисленных храмов и построек Белевский монастырь на 1869 год имел: настоятельские и братские кельи, музей и духовное училище, основанное в начале XIX века. Так же, до 1854 года на территории монастыря располагалось Духовное Правление Белевского округа, позднее упраздненное. В городе к монастырю относились церковь Николая Чудотворца, Тихвинская и Скорбященская часовни.
Белёвский монастырь, среди прочего, использовался и как место заточения неугодных.

### XX—XXI века

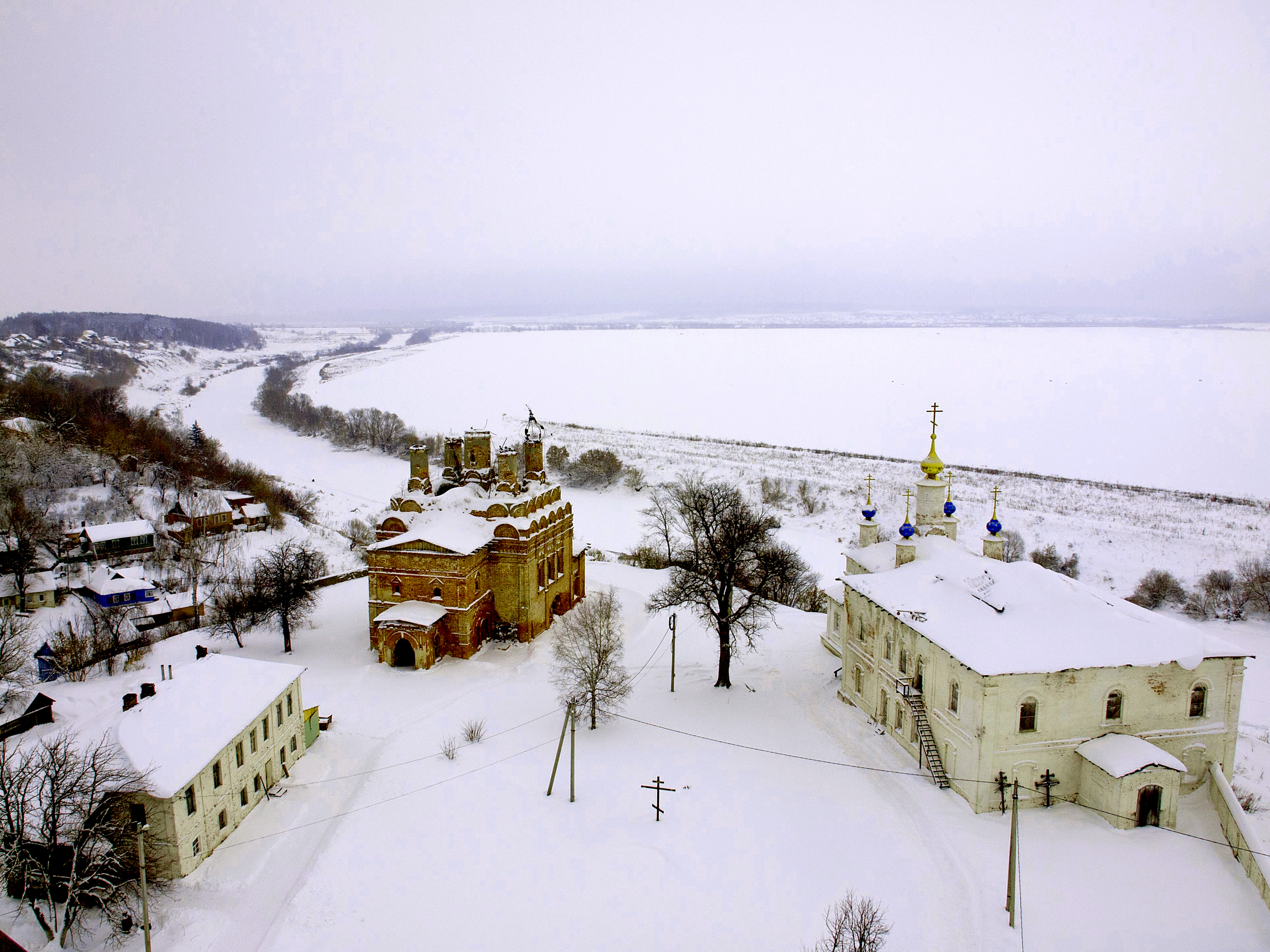
Монастырь в 2013 году

В 1921 году монастырь был закрыт по решению властей. Простояв без надзора до 1940 года, монастырь разрушался, на храмах были разобраны купола, в дальнейшем часть помещений монастыря была приспособлена под жилье.
В 1970—1980-х годах на памятниках архитектурного ансамбля монастыря начались ремонтно-реставрационные работы, которые в конце 1980-х — начале 1990-х годов были свернуты из-за наступившего в стране финансово-экономического кризиса.
В эти же годы стал подниматься вопрос о возобновлении монашеской жизни в монастыре, но конкретные шаги были предприняты уже в начале XXI века. В феврале 2007 года в здании администрации Белевского района прошла конференция, посвященная проблеме сохранения и восстановления Белевского Спасо-Преображенского монастыря — единственного целостно сохранившегося в Тульской области архитектурного ансамбля XVII века. Тогда же впервые после закрытия монастыря под открытым небом рядом с монастырским собором был совершен молебен святым и новомученикам и исповедникам Белевским. В резолюции, принятой участниками конференции, было следующее: просить епархиальное начальство возобновить монашескую жизнь в монастыре и обратиться в Правительство РФ с просьбой о передаче ансамбля Спасо-Преображенского монастыря в безвозмездное, бессрочное пользование.
15 апреля 2008 года Священный синод Русской православной церкви постановил открыть Белевский Спасо-Преображенский мужской монастырь.

### Восстановление монастыря
В 2015—2018 годах на объектах монастыря проводились ремонтно-реставрационные работы. Спасо-Преображенский собор приобрел первоначальную полихромную окраску фасадов, на которую указывали историки ещё в XIX веке. Архитектурное убранство и шесть цветов, использованные в декоре собора, придают ему особую торжественность. Первое богослужение в храме состоялось в 2016 году, ещё во время реставрации. 19 августа 2019 года состоялся чин великого освящения соборного храма Преображения Господня.

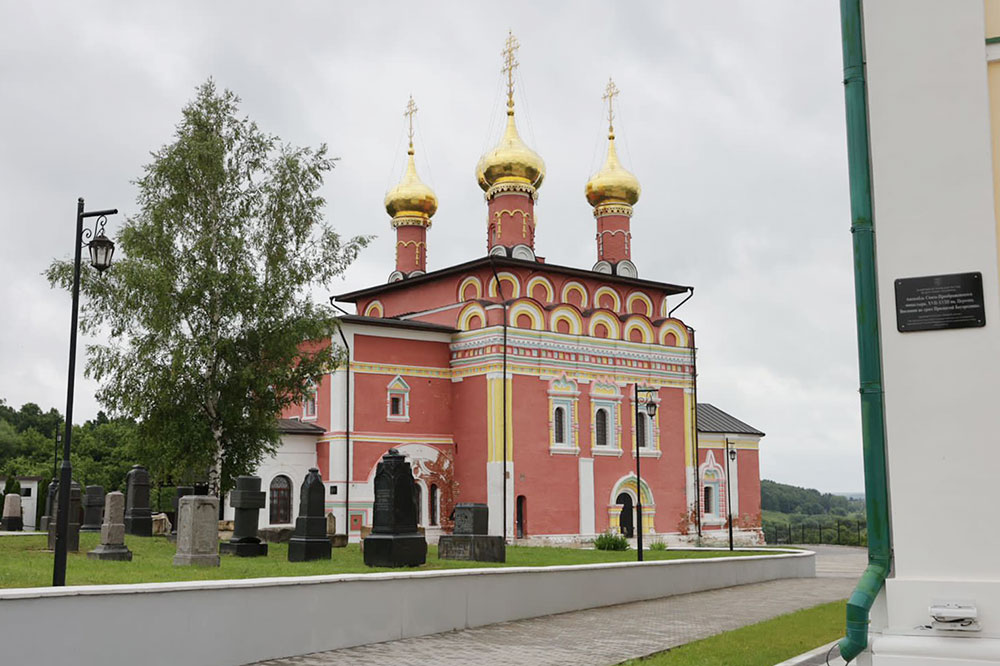
Спасо-Преображенский собор
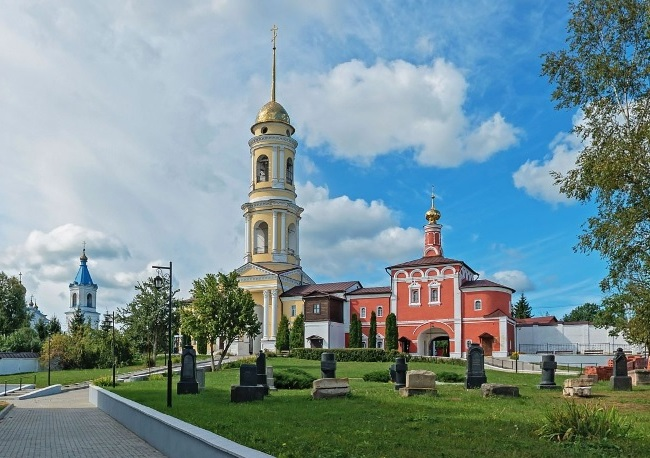
Въездная колокольня и Алексеевская церковь
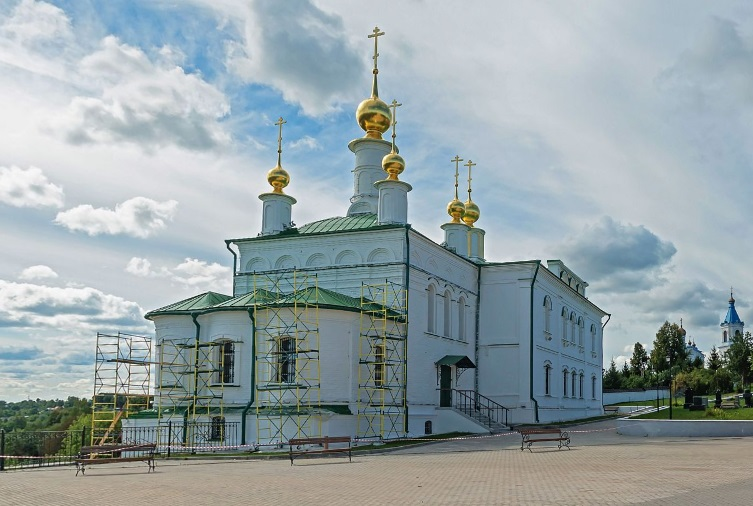
Церковь Введения во храм Пресвятой Богородицы

## Настоятели
игумены
- Михаил (до 1564)
- Кондратий
- Трифон
- Трифиллий
- Геласий (упом. ок. 1584/1585)
- Феодосии (упом. 1597)
- Афиноген
- Никандр (упом. ок. 1607/1608)
- Аркадий (ранее 1611 — апрель 1613)
- Давид (упом. 1613)
- Феодосий (уаом. 1614/1615)
- Иосиф (1616/1617 — 1618/1619)
- Пимен (1618/1619 — 30 апреля 1623)
- Сергий (1623—1634/1635)
- Феодосий (упом. 1635 — упом. декабрь 1637)
- Иов (Челюсткин) (упом. 1635 — упом. 1636) Свенский митрополит
- Анисим (упом. 1639/1640 — упом. 1642/1643)
- Геласий (21 июня 1643—1662)

архимандриты
- Михаил (упом. 1662)
- Гурий (5 декабря 1663 — 10 ноября 1670)
- Иосиф (октябрь 1670—1672)
- Иов (сентябрь 1673—1691/1692)
- Иов (Марков) (1691/1692 — 21 июля 1718)
- Глеб (Талипский) (1718—1721)
- Павел (декабрь 1721 — июнь 1722)
- Игнатий (1722—1723)
- Тихон (май 1723 — 23 июля 1739)
- Герасим (1739 — 17 марта 1755)
- Феодосии (29 мая 1755 — 8 мая 1759)
- Иустин (28 июня 1759—1767)
- Симеон (1767 — июнь 1769)

игумены
- Мисаил (4 июня 1769 — 5 февраля 1772)
- Стефан (1772 — 11 марта 1773)
- Амвросий (11 марта 1773 — феврале 1789)
- Николай (Андреев) (10 февраля 1789 — 7 июня 1791)
- Серафим (Желябужский) (10 июня — сентябрь 1791)
- Иаков (1791—1798)
- Иннокентий (октябрь 1798 — январь 1799)
- Феофилакт (9 января — сентябрь 1799)
- Галактион (Пономарев) (сентябрь 1799—1803)
- Лаврентий (октябрь 1803—1806)
- Киприан (Никитин) (1806—1822)
- Моисей (Сахаров) (1822—1825)
- Павел (Марков), иеромонах (1825) в/у
- Агапит (Вознесенский) (1826—1829)
- Стефан (Зелятров) (1829—1833)
- Варлаам (Успенский) (12 февраля 1833—10 марта 1834)
- Никон (Щеглов) (1834—1843)
- Анастасий (Лавров) (1843—1850)
- Никандр (Покровский) (1850—1859)
- Андрей (Поспелов) (11 августа 1859—1866)
- игумен Тихон (Покровский) (1866—1869)
- архимандрит Аркадий (Филонов) (май 1869 — 16 января 1873)
- архимандрит Полиевкт (Пясковский) (16 января 1873—1874)
- архимандрит Антонин (Державин) (27 февраля 1875—1881)
- Анатолий (Турбин) (1881—1891)
- Игнатий (Раевский) (1891—1895)
- Августин (1895—1897)
- Тихон (1897 — март 1901)
- Мефодий (Великанов) (1901—1902)

Епископы, архимандриты, игумены
- епископ Макарий (Троицкий) (1902 — 16 июля 1906)
- Филадельф (Васильев) (4 августа 1906 — 6 октября 1907)
- Феодосии (Сахаров) (6 октября 1907 — 29/31 декабря 1907)
- Иннокентий (Чуриков) (29/31 декабря 1907 — 20 февраля 1908)
- Лаврентий (Некрасов) (20 февраля 1908 — 7 марта 1908)
- Иннокентий (Чуриков) (7 марта 1908 — 4 июня 1909
- Петр (Зверев) (4 июня 1909 — 18/20 октября 1916)
- Палладий (Добронравов) (6 мая 1917 — 8/12 октября 1918)
- Василий (Бирюков) (13 сентября 1918 — 12/25 ноября 1919)
- Феодорит (Лишенко) (2 декабря 1919 — 24 октября 1921)
- Никодим (Крюков) (8 мая 2008 — 17 марта 2014)
- иеромонах Арсений (Девятериков) (17 марта 2014 — 29 декабря 2022[11]) и. о. до 26 февраля 2019
- игумен Хризостом (Егоров) (с 24 октября 2024)[12].